# STS-74
是历史上第七十二次航天飞机任务，也是亞特蘭提斯號太空梭的第十五次太空飞行。

## 任务成员
- 肯内斯·卡梅隆（Kenneth D. Cameron，曾执行、以及任务），指令长
- 詹姆斯·海塞尔（James D. Halsell，曾执行、以及任务），飞行员
- 杰瑞·罗斯（Jerry L. Ross，曾执行、以及任务），任务专家
- 威廉·麦克阿瑟（William S. McArthur，曾执行、以及任务），任务专家
- 克里斯·哈德菲尔德（Chris A. Hadfield，加拿大宇航员，曾执行以及任务），任务专家